# Axiome du choix dépendant
En mathématiques, l'axiome du choix dépendant, noté DC, est une forme faible de l'axiome du choix (AC), suffisante pour développer une majeure partie de l'analyse réelle. Il a été introduit par Bernays.

## Énoncé
L'axiome peut s'énoncer comme suit : pour tout ensemble non vide X, et pour toute relation binaire R sur X, si l'ensemble de définition de R est X (c'est-à-dire si pour tout a ∈ X, il existe au moins un b ∈ X tel que aRb) alors il existe une suite (xn) d'éléments de X telle que pour tout n ∈ {\displaystyle \mathbb {N} }, xnRxn+1. Cet axiome est nécessaire pour définir une telle suite infinie, mais pas pour obtenir, pour chaque entier n, une suite finie de n termes en relation (un terme avec le suivant).
Dans le cas particulier où l'axiome est restreint à l'ensemble des nombres réels, l'axiome est parfois noté DCR.

## Utilisation
DC est la variante la moins puissante d'AC nécessaire à montrer l'existence d'une suite construite par une récursion transfinie de longueur dénombrable et dans laquelle il faut faire un choix à chaque étape. Un exemple de théorème est le lemme de König, qui dit qu'un arbre infini à branchement fini possède une branche infinie.

## Énoncés équivalents
DC est équivalent (ajouté à la théorie ZF) à l'énoncé que tout arbre élagué (en) (non vide) possède une branche. Il est aussi équivalent au théorème de Baire pour les espaces métriques complets.

## Relations avec d’autres axiomes
Contrairement à AC dans sa formulation pleine, DC est insuffisant (dans ZF) pour démontrer qu'il existe un ensemble non mesurable de réels, ou qu'il existe un ensemble de réels qui n'a pas la propriété de Baire ou sans la propriété d'ensemble parfait.
L'axiome du choix dénombrable se déduit facilement de l'axiome du choix dépendant (considérer, pour une suite (An) d'ensembles non vides, la relation R sur {\displaystyle \bigcup _{n\in \mathbb {N} }\prod _{k<n}A_{k}} définie par : sRt si s est égal à t privé de son dernier élément). Il est bien plus difficile de prouver que cette implication est stricte.